# Aéroport de Pleiku
L'aéroport de Pleiku (code IATA : PXU • code OACI : VVPK) est un aéroport civil situé près de la ville de Pleiku, dans la province de Gia Lai, au Viêt Nam. Il comprend une piste en béton de 1 800 m, capable d’accueillir des avions de type ATR 72, Fokker ou équivalents.

## Situation

### Carte des aéroports du Viêtnam
| Vân Đồn (2018) Thọ Xuân Chu Lai Liên Khuong Đà Nẵng Hải Phòng Cat Bi Hanoï Saïgon Nha Trang Phú Quốc Vinh Buôn Ma Thuôt Cà Mau Côn Đảo Đồng Hới Pleiku Phù Cát Phú Bài Rach Gia Nà Sản Đông Tác Vũng Tàu Cần Thơ Diên Biên Phu Quảng Trị |

Les vols de la compagnie aérienne Vietnam Airlines connectent cet aéroport avec Hô Chi Minh-Ville (aéroport international de Tân Sơn Nhất) et Đà Nẵng (aéroport international de Đà Nẵng).

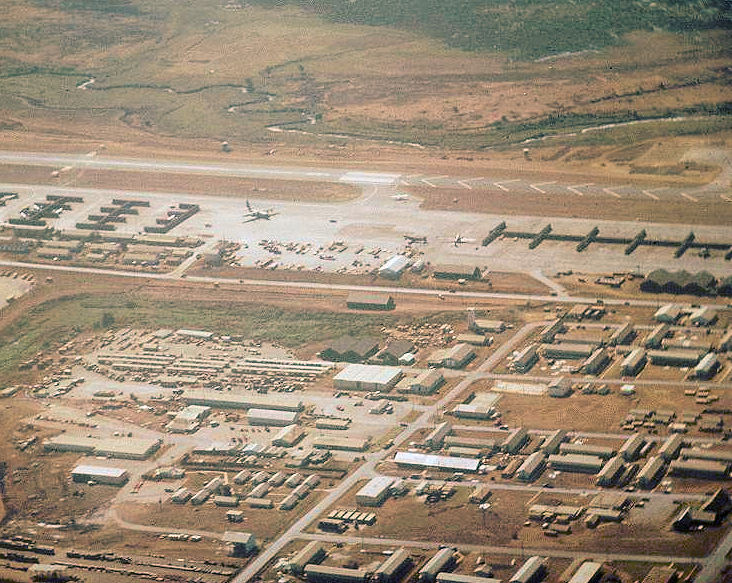
Base aérienne de Pleiku en 1969. Utilisée à la fois par l'US Air Force et la Force aérienne vietnamienne pendant la guerre du Viêt Nam.